# Bačkovice
Bačkovice är en ort i Tjeckien.   Den ligger i regionen Vysočina, i den södra delen av landet, 150 km sydost om huvudstaden Prag. Bačkovice ligger 427 meter över havet och antalet invånare är 127.
Terrängen runt Bačkovice är huvudsakligen platt. Bačkovice ligger nere i en dal. Runt Bačkovice är det glesbefolkat, med 16 invånare per kvadratkilometer. Närmaste större samhälle är Moravské Budějovice, 18,5 km nordost om Bačkovice. Trakten runt Bačkovice består till största delen av jordbruksmark.